# Pearisburg
Pearisburg é uma cidade  localizada no estado norte-americano de Virginia, no Condado de Giles.

## Demografia
Segundo o censo norte-americano de 2000, a sua população era de 2729 habitantes.
Em 2006, foi estimada uma população de 2796, um aumento de 67 (2.5%).

## Geografia
De acordo com o United States Census Bureau tem uma área de
7,9 km², dos quais 7,9 km² cobertos por terra e 0,0 km² cobertos por água. Pearisburg localiza-se a aproximadamente 640 m acima do nível do mar.

## Localidades na vizinhança
O diagrama seguinte representa as localidades num raio de 12 km ao redor de Pearisburg.